# Національний заповідник «Давній Галич»
Національний заповідник «Давній Галич» — комплекс пам'яток історії та культури стародавнього Галича та Галицько-Волинської держави XII-ХІІІ ст., більшість яких розташовані в межах сучасних сіл Крилос, Залуква, Шевченкове, та міста Галич, Галицький район Івано-Франківської області. Площа заповідника — майже 80 км². Структурним підрозділом Національного заповідника «Давній Галич» є музей просто неба.
Заповідник створено згідно з постановою Кабінету Міністрів України від 8 лютого 1994 року № 81 «Про державний історико-культурний заповідник у м. Галичі Івано-Франківської області» та указом Президента України від 11 жовтня 1994 року № 587/94 «Про національні заклади культури» і підпорядковано Міністерству культури та мистецтв України (нині — Міністерство культури та туризму).

## Склад заповідника

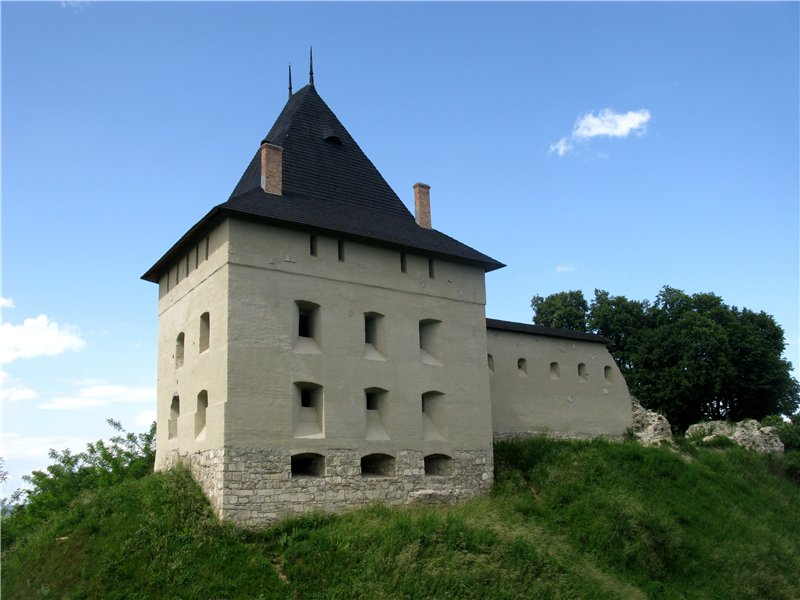
Галицький замок

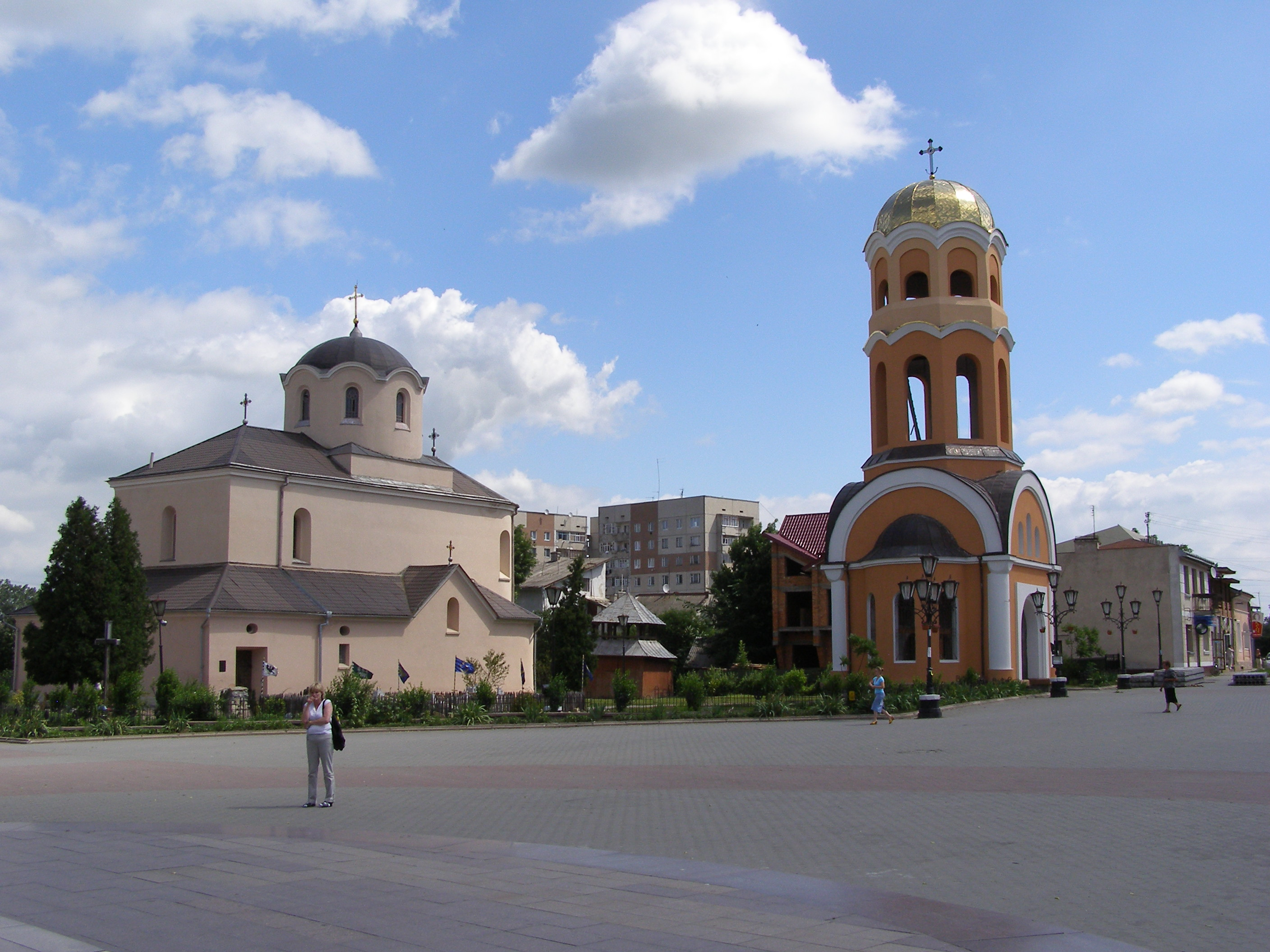
Ліворуч — церква Різдва Христового (XIV–XVI ст.)

В складі заповідника низка пам'яток загальнодержавного та світового значення, фундаменти 14 літописних церков XII-ХІІІ ст., понад 200 пам'яток археології, 18 природоохоронних об'єктів, органічно пов'язаних з пам'ятками історії та архітектури. Найвизначніші пам'ятки:
В місті Галич:
- Церква Різдва Христового (XIV–XVI ст.);
- Галицький (Старостинський) замок (XIV–XVII ст., руїни).

В селі Крилос:
- Залишки княжого Галича (XI–XIII ст.);
- Фундаменти Успенського собору (ХІІ ст.) з місцем поховання князя Ярослава Осмомисла та каплицею святого Василія (XV ст.);
- Фундаменти Іллінської церкви (XII ст.);
- Легендарна Княжа криниця (XII ст.);
- Церква Успіння Пресвятої Богородиці (XVI ст.);
- Галичина Могила;
- Система оборонних споруд з кількома рядами потужних валів.
- Кирилівська церква (кін. ХІІ або поч. ХІІІ ст.).[1]

В селі Шевченкове:
- Церква Святого Пантелеймона, перлина галицької архітектури школи XII ст.

В селищі Більшівці:
- Костел та монастирський комплекс Кармелітів (XVII ст.).

До складу заповідника також належать три музеї:
- Музей історії давнього Галича (село Крилос);
- Музей-скансен народної архітектури і побуту Прикарпаття (село Крилос);
- Музей караїмської історії Прикарпаття (Галич);

## Вибрані пам'ятки

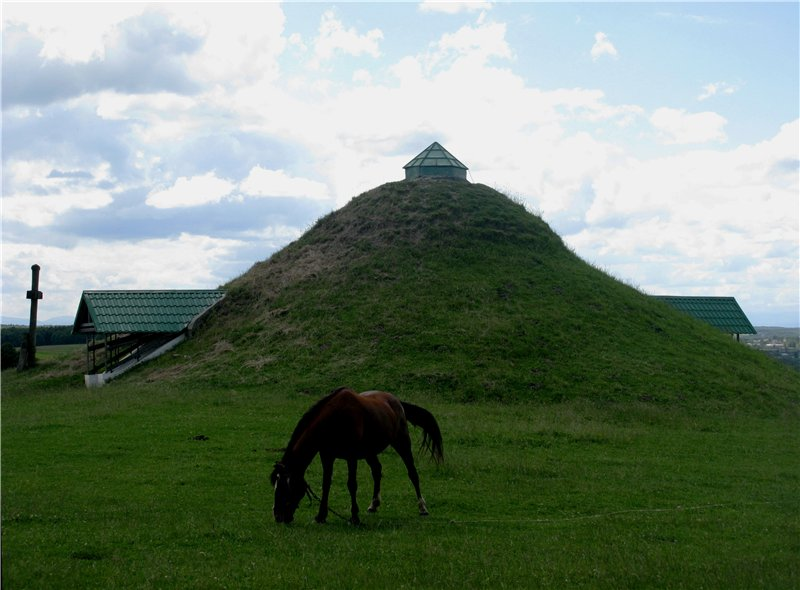
Галичина Могила

### Галичина Могила
В давньому літописі, який описує складні політичні події XIII століття, цей курган має назву «Галичиною Могилою». Михайло Грушевський вважав, що в Галичиній могилі міг бути похований засновник Галича, а перша згадка про місце пов'язана з боротьбою галицьких бояр і міського населення проти угрів 1206 року.

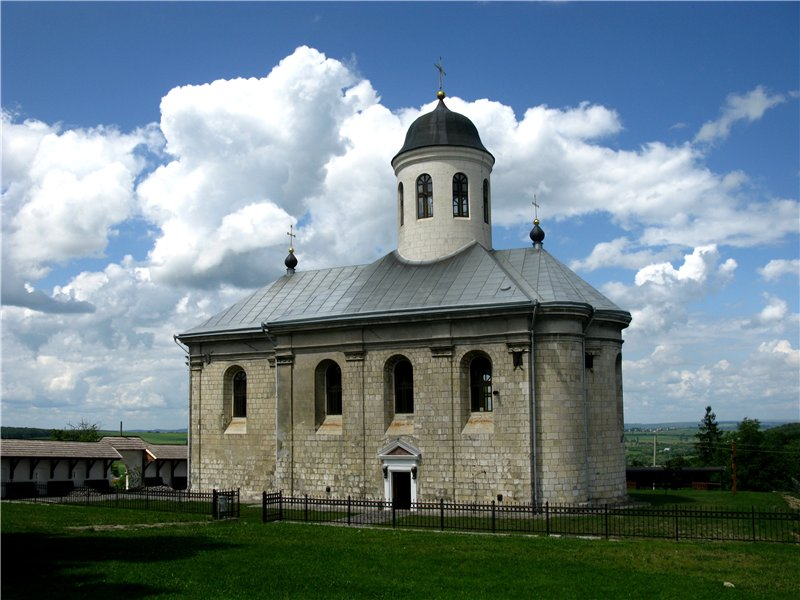
Церква Успіння Пресвятої Богородиці (XVI ст.)

### Церква Успіння Пресвятої Богородиці
Церква Успіння Богородиці — сьогоднішня домінанта архітектурного ансамблю в Крилосі, зведена протягом 1584 — 1586 років, як єпископська катедра. Цей статус вона зберегла і до сьогодні.
Під час страшного турецько-татарського нападу у 1676 році храм було пограбовано, а більшість мешканців Крилоса вбито або взято в полон. Протягом 1699 — 1702 років церкву відбудували в стилі ренесанс. Крім того, владика Йосиф Шумлянський не тільки реставрував церкву, й збудував навколо неї оборонні укріплення, звів цегляні стіни, кутові вежі та в'їзну браму.

### Фундамент Успенського собору

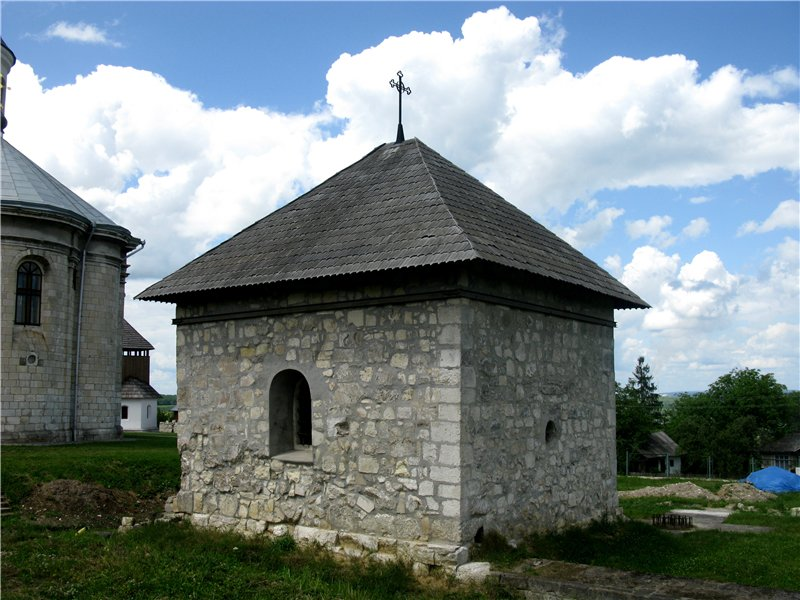
Каплиця Святого Василія (XV ст.)

В центрі дитинця давньоруського Галича знаходився Успенський собор, який було побудовано у другій половині XII століття в період князювання Ярослава Осмомисла. Це був один з найвеличніших храмів середньовічної Європи, за своїми масштабами в Київській Русі він поступався лише Софії Київській, від якої він був нижчим всього на 1,5 метри, і Десятинній церкви в Києві. Його розміри становили 35,5×37,5 метрів.
До наших днів дійшли лише фундаменти Успенського собору, які у 1936 році відкрив археолог Я. Пастернак. Наступного року в притворі храму був винайдений кам'яних саркофаг з рештками, ймовірно, князя Ярослава Осмомисла — засновника храму.
У XV столітті в південно-західному куту фундаментів Успенського собору збудовано каплицю Святого Василія, яка дійшла до наших днів.